# Heorhij Leontschuk
Heorhij Ihorowytsch Leontschuk (ukrainisch Георгій Ігорович Леончук; * 24. Mai 1974 in Potsdam, DDR) ist ein ukrainischer Segler.

## Erfolge
Heorhij Leontschuk nahm dreimal mit Rodion Luka an Olympischen Spielen in der 49er Jolle teil. Bei den Olympischen Spielen 2000 in Sydney schlossen sie die Regatta noch mit 122 Punkten auf dem zehnten Rang ab, ehe ihnen vier Jahre darauf in Athen ein Medaillengewinn gelang. Mit 72 Gesamtpunkten gewannen sie hinter den Spaniern Iker Martínez und Xabier Fernández und vor Chris Draper und Simon Hiscocks aus Großbritannien die Silbermedaille. Ihre letzten gemeinsamen Spiele 2008 in Peking beendeten sie mit 139 Punkten auf dem 15. Platz.
Bei Weltmeisterschaften gewannen Heorhij Leontschuk und Rodion Luka in der 49er Jolle 2001 in Malcesine, 2003 in Cádiz und 2008 in Melbourne jeweils die Bronzemedaille. 2005 in Moskau gelang ihnen der Titelgewinn. Zehn Jahre darauf sicherte sich Leontschuk in der Bootsklasse Drachen in La Rochelle eine weitere Bronzemedaille.